# La Biblia desenterrada
La Biblia desenterrada: una nueva visión arqueológica del antiguo Israel y de los orígenes de sus textos sagrados (en inglés: The Bible Unearthed: Archaeology's New Vision of Ancient Israel and the Origin of Its Sacred Texts) es un libro publicado el año 2001 en Estados Unidos por Israel Finkelstein (director del Instituto de Arqueología de la Universidad de Tel Aviv) y Neil Asher Silberman (arqueólogo israelí).
Es una obra de síntesis que presenta el resultado de investigaciones arqueológicas hechas sobre los acontecimientos expuestos por la Biblia. A pesar de presentar hechos que ya eran hasta entonces conocidos por los especialistas, esta obra desató muchas polémicas desde su aparición.

## Metodología
Los autores describen su enfoque como uno en el que la Biblia es uno de los más importantes documentos y logros culturales, [pero] no el marco narrativo incuestionable con el que cada descubrimiento arqueológico debe coincidir. Su principal punto de vista es que: «...un análisis arqueológico de las narraciones de los Patriarcas, Conquista, Jueces y Reyes [muestra] que mientras no hay una evidencia arqueológica convincente de cualquiera de ellos, hay una clara evidencia arqueológica que ubica las narraciones en un contexto de finales del siglo VII a. C.»
Sobre la base de estas evidencias proponen: «... una reconstrucción arqueológica de las distintas historias de los reinos Israel y Judá, resaltando la historia ampliamente ignorada de la dinastía omrida e intentando mostrar cómo la influencia del imperialismo asirio en la región puso en movimiento una cadena de eventos que finalmente haría del religiosamente conservador reino de Judá, el más pobre, más remoto y más tardío centro del culto y de las esperanzas de todo Israel.»
Como constata un estudio crítico el enfoque y las conclusiones de La Biblia desenterrada no son particularmente nuevos. Ze'ev Herzog, profesor de arqueología de la Universidad de Tel Aviv, escribió un artículo de portada para Ha'aretz en 1999 en el que llega a conclusiones similares siguiendo la misma metodología; Herzog hizo también la observación de que algunos de estos descubrimientos han sido aceptados por la mayoría de los estudiosos bíblicos y arqueólogos, durante años y aún décadas, aunque sin embargo solo recientemente empezaron a penetrar en la conciencia del público en general.

## Contenido

### Anacronismos

Egipto en el, el tiempo del Éxodo y la conquista de Canaán como se describe en el Libro de Josué de acuerdo a la cronología bíblica. Como indica el mapa, Canaán fue ocupado por Egipto en ese tiempo, un hecho que la Biblia no registra.

La Biblia desenterrada comienza a analizar el Libro de Génesis y su relación con la evidencia arqueológica para determinar el contexto en que se estableció su narrativa. Diversos descubrimientos arqueológicos sobre la sociedad y cultura en el Cercano Oriente revelan para los autores una serie de anacronismos, los cuales sugerirían que las narrativas fueron escritas en los siglos IX, VIII y VII antes de Cristo:
- Se menciona con frecuencia a los arameos, pero no existe ningún texto de ellos hasta 1100 a. C. y solo comenzaron a dominar las fronteras septentrionales de Israel después del siglo IX.[4]
- El texto describe el origen temprano del reino de Edom, pero registros asirios muestran que Edom sólo apareció como Estado después de que la zona fuera conquistada por Asiria. Antes de esa época no tenía reyes ni un Estado propiamente dicho y la evidencia arqueológica muestra que el territorio estaba escasamente poblado.[5]
- La historia de José se refiere a comerciantes que andaban en camellos y que llevaban «goma arábiga, bálsamo y mirra», un evento poco probable para el primer milenio, pero muy común en los siglos VIII a VII a. C., cuando la hegemonía asiria posibilitó que este comercio floreciese.[6]
- La tierra de Gosén tiene un nombre que proviene de un grupo árabe que solo llegó a dominar en el Delta del Nilo en el VI y V a. C.[7]
- El Faraón egipcio está descrito como temeroso de la invasión del este, cuando el territorio de Egipto se había extendido a las partes del norte de Canaán, siendo el norte su amenaza principal por consiguiente, hasta el siglo VII a. C.[8]

El libro comenta que esto concuerda con la hipótesis documental, en la que la crítica textual argumenta que la mayoría de los primeros cinco libros bíblicos fueron escritos entre los siglos IX y VIII a. C. Aunque los resultados arqueológicos y los registros asirios sugieren que el Reino de Israel era el mayor de los dos, es el Reino de Judá al que se le otorga mayor preeminencia en el Génesis, cuyas narrativas se concentran en Abraham, Jerusalén, Judá (el Patriarca) y Hebrón, más que en los caracteres y lugares del Reino del Norte (Israel); la Biblia Desenterrada explica esta preeminencia de la Tradición yahvista como un intento de aprovecharse de la oportunidad brindada por la destrucción de Israel en el 720 a. C., para describir a los israelitas como un solo pueblo, con Judá habiendo tenido (siempre) la primacía.

### Origen de los israelitas
El libro hace hincapié en que, a pesar de las investigaciones arqueológicas modernas y los meticulosos registros egipcios del período de Ramsés II, hay una obvia laguna de cualquier evidencia sobre la migración de una franja de pueblo semítico a través de la Península del Sinaí, excepto de los hicsos. Aunque los hicsos son de alguna manera una buena coincidencia, quedando Avaris (posteriormente renombrado 'Pi-Ramses') como su centro principal, en el corazón de la región correspondiente a la 'Tierra de Goshen' y de que posteriormente Manetón escribió que finalmente los hicsos fundaron el Templo de Jerusalén, ello arroja otros problemas, ya que los hicsos no fueron esclavos sino gobernantes, fueron expulsados en vez de perseguidos para traerlos de vuelta. Sin embargo, el libro plantea que la narrativa del éxodo tal vez evolucionó de vagas memorias de la expulsión de los hicsos, revertido para alentar la resistencia al dominio de Judá por Egipto, en el siglo VII a. C.
Finkelstein y Silberman argumentan que en vez de que los israelitas, después del Éxodo, hayan conquistado Canaán (como está sugerido en el libro de Josué), en realidad la mayoría de ellos ya estaba ahí desde hacía tiempo; los israelitas eran simplemente canaanitas que desarrollaron una nueva cultura. Reportes recientes sobre patrones de asentamientos prolongados en los centros israelitas no muestran signos de invasiones violentas o aún de infiltraciones pacíficas, sino más bien una transformación demográfica hacia 1200 a. C. en el que aparecen aldeas en lugares previamente despoblados; estos asentamientos tienen una apariencia similar a los campos beduinos actuales, sugiriendo que los habitantes fueron, en alguna ocasión, pastores nómadas, impulsados hacia la agricultura en la Edad de bronce tardía por el colapso de la 'cultura de ciudad' Cananita.
Los autores tratan el asunto de la descripción del libro de Josué en el que los israelitas conquistan Canaán en unos cuantos años —mucho menos que el tiempo de vida de un individuo—, en el que son destruidas las ciudades de Jasor, Ai y Jericó. Finkelstein y Silberman ven este relato como el resultado del efecto lejano y difuso de la memoria popular acerca de destrucciones causadas por otros eventos; el examen arqueológico actual de estos sitios muestra que su destrucción abarcó un período de muchos siglos, en el que Jasor fue destruido de 100 a 300 años después de Jericó, mientras que Ai (cuyo nombre de hecho significa 'montículo de ruinas') estuvo completamente abandonado cerca de un milenio antes de la destrucción de Jericó y no fue reocupado sino hasta 200 años después. ... Como Jericó, no había ahí ningún asentamiento en el tiempo que se supone su conquista, por los hijos de Israel.

### ¿David y Salomón, o los omridas?
Aunque el libro de Samuel, y partes iniciales del libro de los Reyes, describen a Saúl, David y Salomón como gobernantes sucesivos de un poderoso y cosmopolita reino unificado de Israel y Judá, Finkelstein y Silberman consideran las evidencias arqueológicas modernas como una demostración de que esto es una piadosa ficción. En vez de esto, la Arqueología muestra que en el tiempo de Salomón, el reino norte de Israel tenía una existencia insignificante, muy pobre para tener capacidad de pagar a un gran ejército y con muy poca burocracia para poder administrar un reino, y menos un imperio; solamente surgió posteriormente, cerca del inicio del siglo IX a. C., en el tiempo de Omrí.
Hay pocos datos para sugerir que Jerusalén, descrita en la Biblia como la capital de David, durante el tiempo de David y Salomón fuera poco más que una aldea y, en verdad, Judá permanecía como poco más que una región rural dispersamente poblada, hasta el siglo VII a. C.; aunque la Estela de Tel Dan podría interpretarse como sugiriendo que un gobernante 'David' alguna vez existió (una interpretación/traducción que es controvertida), dice poco acerca de él, ni siquiera donde estaba su territorio.

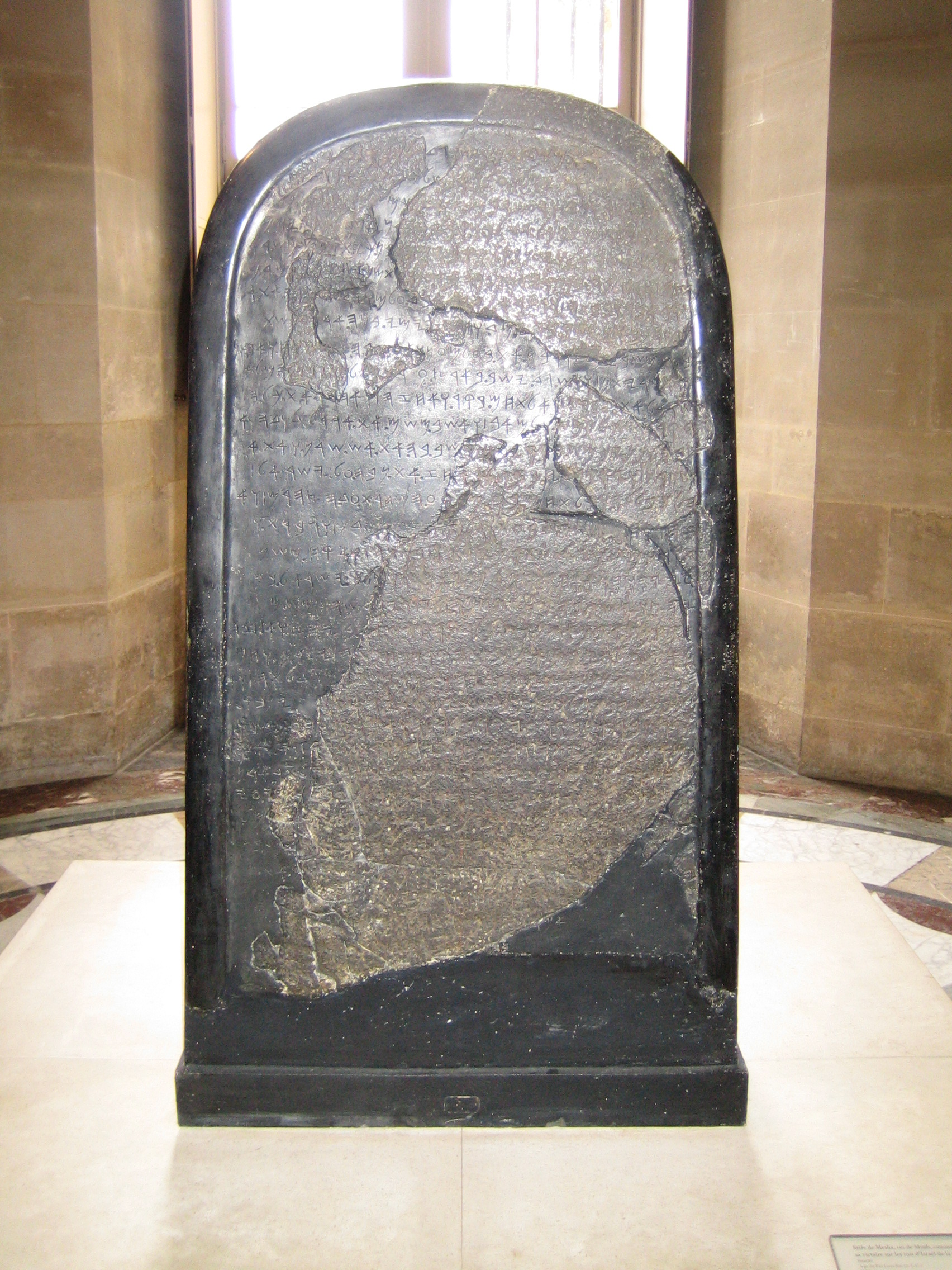
Estela de Mesa

Hay restos de, alguna vez, grandes ciudades en Megido, Jasor y Gézer, con evidencias arqueológicas mostrando que sufrieron una violenta destrucción. Esta destrucción antes atribuida a las campañas de Shishak en el siglo X a. C., ciudades entonces atribuidas a David y Salomón como prueba del relato de la Biblia acerca de ellas, pero los estratos de destrucción desde entonces han sido refechados a la campaña, de fines del siglo IX a. C., de Hazael y las ciudades a los tiempos de los reyes omrida.
La Estela de Tel Dan, la Estela de Mesha, el Obelisco Negro de Salmanasar, y evidencias directas de excavaciones, juntas muestran un cuadro de los reyes omridas rigiendo un imperio rico, poderoso y cosmopolita, extendiéndose desde Damasco hasta Moab, y erigiendo unas de las más grandes y más bellas construcciones de Israel de la Edad de Hierro; en contraste, la Biblia solo observa que los omridas 'se casaban con mujeres extranjeras' (presumiblemente para hacer alianzas) y conservar la religión Cananita, ambas cosas que considera como malvadas. The Bible Unearthed concluye que los escritores de la Biblia deliberadamente inventaron el imperio, el poder y la riqueza de Saúl, David y Salomón, apropiándose de las hazañas y éxitos de los Omridas, de manera que pudieran denigrar a los omridas y oscurecer sus realizaciones, ya que estos reyes sostenían un punto de vista religioso que era anatema para los editores de la Biblia.

## Recepción
La Biblia Desenterrada tuvo una buena recepción por estudiosos de la Biblia y arqueólogos. Baruch Halpern, profesor de Estudios Judíos de la Universidad Estatal de Pensilvania y jefe de excavaciones arqueológicas en Megido durante muchos años, lo elogió como "la síntesis de la Biblia y la arqueología más audaz y estimulante en cincuenta años", y el especialista en la Biblia Jonathan Kirsh, escribiendo para Los Angeles Times, la llamó "un brutalmente honesto asentimiento de lo que la arqueología puede y no puede decirnos acerca de la precisión histórica de la Biblia, lo que abraza el espíritu de la arqueología moderna al aproximarse a la Biblia como un artefacto a ser estudiado y evaluado en vez de un trabajo de inspiración divina que deba ser abrazado como cosa de verdadera creencia". Phyllis Trible, profesor de estudios bíblicos en la Universidad de Wake Forest, concluyó en su reseña en el New York Times señalando la importancia de entender la verdad sobre el pasado bíblico:

Filkenstein y Silberman han escrito un libro provocativo que lleva las marcas de un cuento de detectives. Yuxtaponiendo el registro bíblico y los datos arqueológicos. trabajan con tentadores fragmentos de un pasado distante. Reuniendo pistas para argumentar sus tesis requieren tanto imaginación audaz como investigación disciplinada. La Biblia desenterrada exhibe ambas en abundancia. La imaginación invariablemente excede la evidencia; la investigación hace plausible la reconstrucción. Afortunadamente, el libro no consigue su objetivo: "intentar separar la historia de la leyenda." Es mejor que eso, pues muestra cuán entrelazadas están. Lo que realmente sucedió y lo que la gente piensa que sucedió pertenecen a un solo proceso histórico. Esta interpretación conduce a un pensamiento aleccionador. Relatos de éxodos de la opresión y conquista de tierras, relatos de exilio y retorno e historias de una visión triunfante son inquietantemente contemporáneos. Si la historia es escrita para el presente, ¿estamos condenados a repetir el pasado?

El libro se convirtió, y permanece, como un importante superventas. En febrero de 2009, Amazon lo ubicó en el octavo puesto de los más populares en el campo de teología cristiana del Antiguo Testamento, y la arqueología del cristianismo, así como el vigésimo segundo libro más popular en la historia de Israel.. En 2006, la popularidad del texto llevó a una serie de documentales en cuatro entregas que fue subsecuentemente emitida en el canal History Channel.
Una reseña del libro por el arqueólogo William G. Dever publicada en la Biblical Archaeology Review y luego en el Bulletin of the American Schools of Oriental Research, resultó en acalorados intercambios entre Dever y Filkenstein. La reseña de Dever reconoció que el libro tenía muchos puntos fuertes, en especial potencial arqueológico para reescribir la historia del "Antiguo Israel", pero criticó que representaba mal sus propias visiones y concluyó caracterizando a Filkenstein como "idiosincrático y doctrinario". La reacción de Filkenstein fue llamar a Dever un "parásito académico envidioso” y el debate rápidamente degeneró a partir de ese punto.